# Itacoatiara Futebol Clube
O Itacoatiara Futebol Clube, ou simplesmente Itacoatiara, é um clube poliesportivo brasileiro da cidade de Itacoatiara, estado do Amazonas, fundado em 11 de fevereiro de 2017. Devido o clube ter como seu mascote o Tigre, é conhecido no Amazonas como Tigrão da Velha Serpa. Apesar de o futebol ser sua principal atividade atualmente, também se destaca na prática do futsal nas categorias masculina e feminina, entre outras modalidades esportivas.

## História
O Itacoatiara é um projeto esportivo do empresário itacoatiarense João Carlos, que resolveu criar um clube para disputas de futebol e futsal. O clube é o segundo da cidade a ingressar no futebol profissional do estado, antes mesmo que clubes da cidade com mais de 50 anos de fundação. O clube ingressa no ano de 2020, quase 40 anos depois da profissionalização do Penarol, o primeiro da cidade a chegar neste patamar.
O clube existe informalmente desde 21 de junho de 2013, vindo a ser registrado em cartório apenas em 11 de janeiro de 2019, visando sua profissionalização no futebol. Apesar de todos os esforços do clube, o futebol profissional só se tornou realidade em 2020 com sua participação no Campeonato Amazonense de Futebol de 2020 - Segunda Divisão e também no Campeonato Amazonense de Futebol Feminino de 2020. Antes disso, já figurava nos torneios amadores, como no Campeonato Itacoatiarense de Futebol, Liga Olé e torneios de futsal e handebol.

## Futebol Masculino

### Profissionalização
Depois de anos no amadorismo de Itacoatiara e no futsal, o clube se profissionalizou em 2019. No entanto, devido à divulgação deficiente da Federação Amazonense de Futebol, não teve tempo hábil pra se inscrever para a disputa da Segunda Divisão do Estadual de 2019. Com isso, o clube resolveu participar da "Liga Olé de Futebol" um torneio amador mas com regras oficiais(tamanho de campo e etc.) onde pôde fazer uma espécie de laboratório para o ano seguinte.
Em 2020, o clube se antecipou e foi um dos 7 inscritos para a competição. O clube competirá formado por uma seleção de Itacoatiara e região mais alguns jogadores de outros pontos. Seu primeiro técnico como clube profissional será o português Paulo Morgado, que tem passagens por clubes tradicionais do estado.
Em 2022, foi rebaixado no Campeonato Amazonense.

## Futebol Feminino
Trata-se da modalidade esportiva mais vitoriosa deste clube, tendo conseguido no ano de 2020 se destacar ao se tornar campeã amazonense de futebol feminino.

## Futsal
O clube também participa  de torneios de futsal, participando em 2019 da tradicional Copa Rede Amazônica de Futsal, chegando entre os 16 melhores da competição. Em 2020, estava entre os 8 melhores da mesma competição, que acabou sendo suspensa devido à pandemia de Covid-19.

## Estatísticas

### Participações
|  | Participações em 2026 |

| Competição | Competição            | Temporadas | Melhor campanha    | Estreia | Última | P | R |
| Amazonas   | Campeonato Amazonense | 3          | 8º colocado (2021) | 2021    | 2026   |   | 1 |
| Amazonas   | 2ª Divisão            | 4          | Campeão (2025)     | 2020    | 2025   | 2 |   |

### Retrospecto
| Ano  | 2020 | 2021 | 2022 | 2023 | 2024 | 2025 |
| ---- | ---- | ---- | ---- | ---- | ---- | ---- |
| Pos. | 2º   | —    | —    | 6º   | 7º   | 1º   |

## Símbolos

### Escudo
O escudo  tem formato suíço, com dois círculos pouco vazados nas laterais superiores. A borda é preta, com o interior dourado vazado por faixas pretas no sentido inferior-centro. No canto superior esquerdo há um circulo sem vazas no campo dourado, onde encontra-se a pedra que é o marco da fundação do município de Itacoatiara. Na porção inferior há uma faixa preta com o acrônimo "JCFC" em letras brancas, sobressaindo-se ao escudo. Abaixo dessa faixa observa-se a inscrição "11 de Fevereiro de 2017" que remete à data de fundação do clube.
Escudo inicial
Antes do seu atual escudo, o clube usava outro semelhante ao do Santos Futebol Clube, que apenas trocava a cor branca pela dourada e o acrônimo S.F.C. por J.C.F.C.
| Evolução do escudo do JC Futebol Clube | Evolução do escudo do JC Futebol Clube | Evolução do escudo do JC Futebol Clube | Evolução do escudo do JC Futebol Clube | Evolução do escudo do JC Futebol Clube | Evolução do escudo do JC Futebol Clube | Evolução do escudo do JC Futebol Clube | Evolução do escudo do JC Futebol Clube |
| 2019                                   | 2020-Atual                             |                                        |                                        |                                        |                                        |                                        |                                        |
| -------------------------------------- | -------------------------------------- | -------------------------------------- | -------------------------------------- | -------------------------------------- | -------------------------------------- | -------------------------------------- | -------------------------------------- |

### Nome
O clube foi fundado com o nome JC, que se deu em homenagem a seu fundador/mantenedor João Carlos. Em 2025 o clube mudou seu nome para Itacoatiara, o nome de sua cidade sede.

### Cores
As cores oficiais do clube são o Preto e o Dourado, tento uma característica inédita no futebol amazonense e do norte.

### Mascote
Devido à suas cores características, o clube adotou como mascote o Tigre, o grande felino. Através deste ganhou as alcunhas de "Tigrão da Velha Serpa" e "Tigre do Norte".